# Fishbach
Pour les articles homonymes, voir Fischbach.
Fishbach ou Flora Fishbach (depuis 2025) de son nom d'état-civil Flora Fischbach, née le 6 septembre 1991 à Dieppe, est une auteure-compositrice-interprète française, entre rock, synthpop et variété. Elle se fait remarquer aux Transmusicales de Rennes. Elle est également actrice.

## Biographie

### Enfance et les débuts
Fishbach est née à Dieppe, en Seine-Maritime, le 6 septembre 1991, mais garde un lien fort avec les Ardennes, plus particulièrement Charleville-Mézières, où elle a grandi et d’où sont originaires ses parents, un père routier et une mère aide-soignante,. Son nom, Fischbach, signifie en allemand « le ruisseau aux poissons », image à laquelle elle est attachée : « « Fischbach c’est mon nom de famille, je suis fière d’être une Fischbach. J’ai enlevé le "c" parce que j’aime vraiment beaucoup ce côté « fish ». Je vais à contre-courant en revenant aux origines, en composant la musique que mes parents auraient pu écouter il y a quelques années ».
À quinze ans, elle quitte l'école sans le bac. Elle devient vendeuse de chaussures dans un magasin de la cité carolomacérienne et enchaîne ensuite les petits boulots, dont photographe de sport ou guide au château de Vincennes.
Elle vient à la musique après une rencontre à Reims avec un musicien métal et découvre cette activité de chanteuse par le duo qu'ils constituent ensemble, Most Agadn’t : « J’ai appris à chanter fort avec mon premier groupe, un duo très rock où il fallait que je m’impose face au déluge électrique ».
Depuis les années 2010, elle multiplie les spectacles en solo à Reims, Paris ou Rennes, et choisit comme nom de scène Fishbach : « Le projet s’appelle Fishbach et non Flora Fischbach parce que j’ai voulu séparer la scène et la vie. Sur scène, c’est seulement une partie de moi. Fishbach, c’est mon côté obscur. ».
En novembre 2015, elle sort son premier EP intitulé Fishbach et est remarquée au festival les inRocKs. 

### À ta merci, un premier album studio (2016-2019)
Mi-2016, elle se voit décerner le prix du Printemps de Bourges par un jury présidé par Nili Hadida, chanteuse du groupe Lilly Wood and the Prick. Fin 2016, elle est retenue comme artiste en résidence aux Transmusicales de Rennes, une résidence suivie de cinq soirs de représentations pendant le festival, une opportunité dont ont bénéficié dans le passé des musiciens au parcours aussi remarqué que Stromae ou Jeanne Added. Elle surprend et séduit un public qui souvent la découvre, dans la salle de l'Aire libre,,. Elle y est accompagnée d'Alexandre Bourit aux machines, claviers et guitare, de Nicolas Lockhart aux claviers et de Michelle Blades à la basse, et y présente un spectacle préparé avec le scénographe Frédéric Piauly.
Son premier album À ta merci sort en février 2017 sur le label Entreprise, avec le concours de Stephane "Alf" Briat, ingénieur du son de Phoenix. Il obtient l'un des 15 Coups de Cœur 2017 décernés par le groupe Chanson de l'Académie Charles-Cros le 14 avril 2017 au Théâtre de Pézenas dans le cadre du Printival Boby Lapointe. La chanson Mortel sert de support à la scène finale de l'épisode 3 saison de la série You sur Netflix.
En février 2018, Fishbach est nommée aux Victoires de la musique dans la catégorie « Révélation scène ».
En 2019, elle interprète Anaïs dans la série télévisée de Canal + Vernon Subutex.

### Avec les yeux(2021-2023)
Le deuxième album de l'artiste intitulé Avec les yeux sort le 25 février 2022 également sur le label Entreprise, avec Arthur Azara,. Il est précédé des singles Téléportation et Masque d'or en novembre 2021 puis Dans un fou rire en janvier 2022. Une tournée de 150 dates est annoncée sur la période 2022-2023 dont une date à l'Olympia en novembre 2022. Le quatrième single, Presque beau, sort le 24 février, veille de la sortie de l'album.

## Style musical
Les repères musicaux de Fishbach sont la musique que ses parents écoutaient pour faire la fête dans les années 1990, les tubes des années 1980 et les compositions de ses amis. Elle a fait quelques reprises, notamment Babouche de Salim Halali et Nightbird de Bernard Lavilliers. Jean-Daniel Beauvallet écrit à son propos : « Rugueuse, violentée, noircie au vice et au mauvais sang, l'électro-pop de Fishbach rappelle que les Fluo Kids ne sont plus d’actualité : impression d’entendre The xx branché sur 480 V, de découvrir une version carbonisée, irradiée de Lio. ». Sa voix quelque peu androgyne est parfois comparée à celle de Desireless, voire de Christophe ou Catherine Ringer dans les intonations. On retrouve aussi des influences telles que Niagara, Rita Mitsouko, Mylène Farmer ou encore Julie Pietri.

## Discographie

### Singles
- 2016 : Invisible désintégration de l'univers

- 2016 : Y crois-tu

- 2016 : À ta merci

- 2017 : Un autre que moi

- 2021 : Téléportation[25]

- 2021 : Masque d'or[26]

- 2022 : Dans un fou rire[27]

- 2023 : Démodé (Zimmer Remix) (feat Zimmer)

- 2025 : Comme Jean Reno (feat Jean Reno)
- 2025 : Des bêtises (part I)
- 2025 : La Machiavela

### Collaborations et reprises
2010-2014 - Good guy, The girl with no legs, Encore, Funeral wedding, Hello goodguy, Future, Flying plates, Totem, Gypsie, Peach, Trickles down, I've got a rolex (avec le groupe Most Agadn’t)
- 2016 - Frères humains synthétisés (reprise de Bernard Lavilliers)

- 2016 - Femme fantôme (feat. Lockhart)

- 2017 - Ponctuation érotique (feat. Lafayette)

- 2017 - Ur boat (feat. Lenparrot, Juliette Armanet, Michelle Blades et Cléa Vincent)

- 2018 - L'ennemi (feat. Frànçois Atlas)

- 2018 - Tombe la neige (reprise de Salvatore Adamo)

- 2019 - Laka (feat. Aventure et Bachar Mar-Khalifé)

- 2019 - Requiem (mise en musique du poème de Anna Akhmatova)

- 2020 - Le jour où il fera soir (générique du film Teddy)

- 2021 - Quarantine world (feat. Jessica Lynn, Bernd Kieckhäben, Karwan Kamil, Ammar Alazaki, Erica De Matteis, Luis Fernando Borjas, Rodion Gazmanov, Jyotica Tangri et Nasos Papargyropoulos)

- 2021 - Écran total Fishbach remix (remix du titre de Feu! Chatterton)

- 2021 - A Forest (reprise de The Cure feat. Rebeka Warrior)

- 2022 - L'origine du mal (en duo avec Pierre Lapointe)

- 2023 - Couteau (feat. Jack Lahana et Rob)
- 2024 - The Ghost I Love the Most (feat. Kirin J Callinan)

## Filmographie
- 2019 : Vernon Subutex, série : Anaïs